# Monica Macovei
Monica Macovei (n. 4 februarie 1959, București, România) este o juristă și politiciană română, care a îndeplinit funcția de ministru al justiției între 2004 și 2007. Din 2009 până în 2019 a deținut funcția de europarlamentar din partea României, fiind realeasă în 2014. A fost asociată cu organizația pentru apărarea drepturilor omului APADOR-CH până în 2004, inițial drept consultant pro bono, iar apoi ca vice-președinte și președinte.
Absolventă a Facultății de Drept a Universității din București, Macovei a intrat în 1983 în procuratură. La începutul anilor '90, a refuzat să le facă dosare persoanelor arestate ilegal de mineri, punându-le în libertate și raportându-și în schimb colegii care reținuseră abuziv protestatari din Piața Universității. În 1997 și-a dat demisia din Parchet, motivând incompatibilitatea de vederi cu procurorul general Nicolae Cochinescu.
Între timp făcuse un master la Universitatea Central Europeană din Budapesta (1992–1993). Din 1995, Macovei a lucrat ca expert pe justiție pentru Consiliul Europei în Europa de Est, participând la misiuni în Federația Rusă, Ucraina, Lituania, Albania, Moldova, Cehia, Georgia, Macedonia, Serbia, Bosnia și Herțegovina.
În perioada 29 decembrie 2004–5 aprilie 2007 a fost ministru al justiției în Guvernul Tăriceanu. În această calitate, Monica Macovei a inițiat reforme în justiție (cerute de UE) care au dus la ridicarea unora din stegulețele roșii de către Comisia Europeană, fapt ce a contribuit la acceptarea României în Uniunea Europeană la 1 ianuarie 2007.
În 2009 Macovei s-a alăturat Partidului Democrat Liberal, candidând la alegerile pentru Parlamentul European. În 2012 a elaborat 35 de rapoarte adoptate în plen, fiind cel mai activ raportor dintre cei peste 750 de europarlamentari. În august 2014 și-a anunțat candidatura pentru președinția României la alegerile din 2014, însă nu s-a calificat în turul 2.

## Biografie

### Familie și studii
Monica Luisa Macovei (nume de fată Gherghescu) s-a născut în București. Tatăl ei, Vasile Gherghescu, era originar din Giurgiu, fiind de profesie jurist. Mama ei, Silvia Gherghescu, este originară din Transilvania, dintr-o familie română unită din Sângeorz, Bistrița-Năsăud. Silvia Gherghescu a fost profesoară de biologie la Liceul Caragiale din București și autoare de manuale școlare.
După cum își amintea mama ei, „Când era copilă, avea o sensibilitate poate exagerată”. Când a venit vremea să-și aleagă specializarea pe care să o urmeze în facultate, ar fi vrut să se îndrepte spre domeniul umanist, însă mama ei s-a opus, dorind să o vadă medic. În cele din urmă, sfătuindu-se și cu tatăl său, care era jurist, a decis să dea examenul de admitere pentru Facultatea de Drept.
Monica Macovei a studiat la Facultatea de Drept a Universității București (1978-1982), pe care a absolvit-o cu diplomă de merit. Macovei a absolvit facultatea cu nota zece, fiind a patra pe țară din promoția ei.

### Procuror
Monica Macovei a lucrat ca procuror între anii 1983 și 1997. După absolvirea facultății, a fost repartizată ca procuror în cadrul procuraturii locale Giurgiu. În 1983, când a depus jurământul, era deja membră a Partidului Comunist Român.
La scurt timp după definitivat, s-a transferat ca procuror la procuratura sectorului 1 din București, unde a activat până la începutul anului 1990. În acea perioadă, Macovei a instrumentat dosare din domeniul transporturilor.
În 1990, a fost numită în funcția de șef al biroului de supraveghere cercetări penale din procuraturii municipiului București, fiind promovată în 1993 în cadrul Parchetului General, la Secția de Urmărire Penală și Criminalistică – Serviciul pentru drepturile omului și criminologie.
În perioada 1992-1994, a fost bursieră la Universitatea Statului New York/Universitatea Central Europeană (CEU), unde a obținut diploma de Master of Law (LLM) în drept constituțional comparat. În 1994 a participat la un seminar de teoria și practica drepturilor omului, drept european și internațional la facultatea de drept a Universității Birmingham. Tot în 1994 a urmat un curs de drept internațional public și instituții transnaționale la Salzburg. În 1995 a urmat un curs avansat pentru protecția internațională a drepturilor omului la Universitatea Åbo din Finlanda.
În anul 1997 Monica Macovei a demisionat din procuratură și s-a înscris ca avocat în Baroul București, unde a lucrat până în 2004, când a fost numită în funcția de ministru al justiției.

### Avocat și expert
În paralel, a desfășurat activități de expert și consultant pe teme juridice: profesor asociat la Școala Superioară de Jurnalistică (1994-2002); expert/consultant pentru Consiliul Europei (1996-2004); expert/consultant pentru Federația Internațională Helsinki, OSI, Centrul European pentru Drepturile Romilor, UNDP și alte organizații internaționale (1997-2002). Între anii 1996-2004 a activat în calitate de consultant pentru Asociația pentru Apărarea Drepturilor Omului-Comitetul Helsinki. După o perioadă în care a avut funcția de vicepreședinte al acesteia, între anii 2001-2004 Monica Macovei a fost președintele asociației.
In 1999, Monica Macovei a obținut o decizie pilot în justiție, când, reprezentându-le în calitatea de avocat pe Yvonne Oroveanu Niculescu și Constantina „Dina” Oroveanu, nepoatele politicianului și prim-ministrului interbelic Constantin Argetoianu, a obținut neînceperea urmăririi penale a fostului deținut politic. Procurorul Carp a admis că detenția lui Constantin Argetoianu între 1950 și 1955 la Închisoarea Sighet fusese un abuz. Macovei a declarat că „[d]upă aproape 45 de ani de la moartea sa, pe baza plângerii nepoatelor sale, Yvonne Oroveanu Niculescu și Constantina Oroveanu, Secția Parchetelor Militare a finalizat dosarul, adoptând o soluție de nevinovăție care aduce reabilitarea legală și morală. Este prima soluție de acest fel din România și deschide drumul aflării adevărului, făcând parte din mult așteptatul proces al comunismului”.

### Ministru al justiției
În ziua de 25 decembrie 2004, Macovei era la Breaza, cu părinții și cu fiul ei. Se întorsese pentru vacanță din Bosnia. Conform propriei mărturii, a fost sunată insistent toată dimineața de un număr necunoscut și când a răspuns într-un final, a fost uimită că vorbea cu președintele proaspăt ales, Traian Băsescu. Acesta i-a cerut să accepte portofoliul justiției în guvernul Tăriceanu, care avea să fie anunțat a doua zi.
Macovei s-a consultat cu două persoane, cu Manuela Ștefănescu, de la Apador-CH, care a sfătuit-o să nu părăsească societatea civilă, și cu Alina Mungiu-Pippidi, care a îndemnat-o pe un ton imperativ să accepte. În aceeași zi, Macovei a condus până la București, unde s-a întâlnit cu Băsescu. Pe 26 decembrie 2004, Călin Popescu Tăriceanu a anunțat componența guvernului.
Pe 29 decembrie noul cabinet a depus jurământul. Traian Băsescu i-a mulțumit personal în alocuțiunea sa: „O mențiune specială fac pentru ministrul Justiției. Îi mulțumesc doamnei Monica Macovei că a acceptat să fie membră a Guvernului României, dânsa fiind un om neangajat politic. Am dorit ca prin desemnarea ei în funcția de Ministru al Justiției să dăm Justiției un semnal de neangajare politică. Eu cred că Justiția trebuie să înțeleagă că, începând de astăzi, nu mai este o anexă a politicienilor, ci este în slujba legii.”
După ceremonie, în aceeași zi „ni s-a spus plecați fiecare la minister și preluați ministerul. Nu-i cunoșteam pe colegii de cabinet. Concret cum faci să preiei un minister, am întrebat eu. Și mi s-a spus: «Du-te și preia». Aveam și serviciul secret SIPA. Și întreb: păi și un serviciu secret cum se preia? Concret. Așa că m-am suit tot în mașina asta, împreună cu Renate Weber care fusese numită consilieră la Cotroceni, și l-am sunat pe Cristian Diaconescu, care era ministrul Justiției. [...] am intrat în birou, unde mă aștepta Diaconescu, cu care am stat de vorbă jumătate de oră. Mi-a dat un sfat: «să nu semnezi fără să te uiți înainte».”
Ministerul condus de Macovei a inițiat proiecte de lege incluse în strategia națională de luptă împotriva corupției declanșată de Guvernul Tăriceanu; legile privind reforma justiției (legea privind Consiliul Superior al Magistraturii, legea privind organizarea judecătorească și legea privind statutul magistraților), care au fost adoptate în urma procedurii de asumare a răspunderii guvernamentale, Legea nr. 90 din 15 aprilie 2005 (în virtutea căreia orice fost ministru poate fi anchetat pe baza dreptului comun, fără avizul parlamentului) și proiectul de lege privind înființarea Agenției Naționale de Integritate, al cărei scop este controlarea averilor demnitarilor.
În prima conferință de presă în calitatea de ministru (din ianuarie 2005), Monica Macovei a declarat că analizează competența și activitatea Direcției Generale de Protecție și Anticorupție, fostul Serviciu Independent pentru Protecție și Anticorupție, urmând ca în funcție de concluzii, să ia o decizie privitoare la existența serviciului. A făcut de asemenea referire la Raportul de țară din anul 2004 al Comisiei Europene, care se întreba „care este rostul și menirea unui serviciu de informații în cadrul Ministerului Justiției”.  În martie 2005, l-a demis pe generalul Dan Gheorghe, adjunctul șefului DGPA și un protejat al lui Ion Iliescu.
La 13 februarie 2007 Senatul României a adoptat împotriva ministrului Monica Macovei o moțiune simplă cu denumirea de „Minciuna - adevărul justiției Macovei“. Moțiunea a fost anunțată de Partidul Conservator, condus de omul de afaceri Dan Voiculescu, la 3 ianuarie 2007, trei zile după intrarea României în Uniunea Europeană. Moțiunea a fost inițiată parlamentar la 30 ianuarie 2007 de Partidul Conservator și a fost susținută de PSD, votată la 13 februarie 2007 și adoptată cu 81 voturi pentru și 46 voturi împotrivă. Moțiunea a cuprins acuzații între care și lipsa unei strategii de reformă a sistemului judiciar, deși o strategie fusese adoptată de guvern în martie 2005 și publicată în Monitorul Oficial.
După adoptarea moțiunii împotriva sa, Monica Macovei a refuzat totuși să demisioneze din postul de ministru, afirmând că moțiunea ar fi urmărit de fapt, oprirea luptei împotriva corupției, în condițiile în care șapte parlamentari fuseseră inculpați în 2006 sub acuzația de corupție și fraude. Unii dintre ei au votat moțiunea împotriva Monicăi Macovei, ignorând conflictul de interese în care se aflau. Premierul Călin Popescu-Tăriceanu a refuzat și el să o demită pe Monica Macovei și a declarat: „Nu există o obligație ca ministrul care este sancționat cu o astfel de moțiune să demisioneze“.
Cu toate aceste susțineri, interne și externe, Monica Macovei a fost înlocuită din funcția de ministru al justiției la 5 aprilie 2007, odată cu restructurarea guvernului Tăriceanu prin ieșirea Partidului Democrat de la guvernare. Cu ocazia bilanțului, ea a prezentat printre realizări îndepărtarea stegulețelor roșii existente în anul 2004 la capitolul justiție și anticorupție din tratatul de aderare a României la Uniunea Europeană, demararea lucrărilor pentru codul de procedură penală și codul de procedură civilă, a căror formă finală era aproape definitivată, informatizarea instanțelor parchetelor și a sistemului penitenciar din România, majorarea retribuției pentru magistrați, precum și independența magistraților în relația cu ministerul justiției.
Monica Macovei a declarat: „Cred că nu mai sunt în guvern pentru că am refuzat să avizez legi cu destinație și pentru că am insistat puțin cam mult pe legislația anticorupție”, referindu-se la înverșunarea mai multor partide pentru a o înlătura de la conducerea ministerului justiției.

### Consilier special
După ce a părăsit ministerul de justiție, Macovei a fost consilier special al guvernului Fostei Republici Iugoslave a Macedoniei (FYROM) pe probleme de combatere a corupției și expert al Comisiei Europene în domeniul pregătirii personalului de specialitate din țările candidate UE.
La 12 noiembrie 2008, Macovei a primit premiul „Femeia Europei 2008” din partea Asociației Internaționale pentru Promovarea Femeilor în Europa (AIPFE). Premiul stabilit de un juriu de reprezentanți ai societății civile, jurnaliști și europarlamentari i-a fost înmânat de către președintele Parlamentului European (PE), Hans-Gert Pöttering.

### Europarlamentar
În 2009, Macovei a candidat din partea PD-L la alegerile pentru Parlamentul European în România, 2009. A fost al doilea nume de pe listă, după Theodor Stolojan.
În februarie 2013, Monica Macovei și-a lansat candidatura la președinția Partidului Democrat-Liberal (PDL). Grupul său de susținători a fost numit "reformiștii", după moțiunea sa de reformare a partidului. A pierdut alegerile în fața lui Vasile Blaga și a plecat din PDL pentru a forma, în anul 2015, un nou partid, numit M10, partid pe care l-a condus până când a demisionat în noiembrie 2018.

### Candidat la prezidențiale
La 5 august 2014, Macovei și-a anunțat candidatura ca independentă pentru alegerile prezidențiale din 2 noiembrie din România, iar la 2 septembrie și-a anunțat demisia din PDL. Ocupă poziția a unsprezecea pe buletinul de vot.
Împreună cu Macovei au filmat videoclipuri de promovare jurnalistul Andrei Gheorghe, profesorul universitar și fost președinte al Fundației Mișcarea Populară Marian Preda, politologul și expertul Cristian Ghinea, actrița Andreea Bibiri, omul de litere Pavel Șușară și cântăreața Maria Răducanu. Politologul Vladimir Tismăneanu a transmis un mesaj filmat.
În primul tur de scrutin, Macovei a obținut 4,44% din voturi (421.648), terminând pe locul 5. Cel mai mare procentaj l-a obținut în București (11,98%), dar a obținut rezultate bune și în zona Transilvaniei. Conform unui exit-poll IRES, ea a fost preferată mai degrabă de femei decât de bărbați și mai degrabă de persoane cu studii superioare și din mediul urban decât de persoane cu studii medii și din mediul rural.

## Imagine publică

### Moțiunea de neîncredere
Comisarul european (UE) pentru justiție și afaceri interne din 2007, Franco Frattini, și-a exprimat sprijinul pentru Monica Macovei, declarând că "Rolul jucat de ministrul Macovei este crucial în consolidarea reformei". Susanne Kastner (SPD), vicepreședinte al Bundestagului, a avertizat că demiterea ministrului justiției ar putea activa la nivelul UE una dintre "clauzele de salvgardare" ale României, prevăzute în Tratatul de aderare la Uniunea Europeană.
Considerată de Financial Times (2006) "un erou care a transformat România din una dintre cele mai corupte părți ale Europei în unul dintre cei mai credibili candidați pentru aderarea la UE”; apreciată de Die Welt (2006) că "pentru România, aderarea la Uniunea Europeană aproape că nu ar fi fost posibilă fără Monica Macovei" și "prin urmare 22 de milioane de români au de ce să îi mulțumească"; caracterizată de Sonntagszeitung (2012) "nici un politician nu este atât de detestat de clicile corupte, de puciștii la costum și de către Securitate ca Monica Macovei[, care] reprezintă cealaltă Românie, o Românie decentă"; și descrisă de Le Monde (2013) drept "cerberul drepturilor omului" și "icoana cercurilor militante".

### Controverse legate de activitatea ministerială
Numele Monicăi Macovei a fost implicat într-o serie de scandaluri mediatice după ce a fost numită ministru al justiției, care au avut scopul de a o compromite și de a determina schimbarea sa din funcție.
Cotidianul Evenimentul zilei din 22 iunie 2005 a publicat un articol cu titlul Viciul de procedură al ministrului Macovei, în care s-a afirmat că, după ce a participat la un congres al avocaților din Costinești, ministra Macovei ar fi mers apoi într-un local de lux, s-ar fi îmbătat „cui” și ar fi spart câteva pahare. Ziarul și-a cerut ulterior scuze pentru că nu a verificat informațiile.
Cotidianul Jurnalul Național a publicat o așa-zisă dezvăluire, neprobată cu documente sau declarații, privind patru întâlniri secrete, altele decât cea recunoscută oficial, care ar fi avut loc la guvern între Monica Macovei, Călin Popescu Tăriceanu și Dinu Patriciu. Nu au putut fi prezentate însă dovezi.
Ziarul Gândul a publicat un articol în care se afirma că redacția se afla în posesia unei scrisori adresate de Monica Macovei președintelui Băsescu și premierului Tăriceanu, prin care le cerea schimbarea procurorului care ancheta cazul Patriciu. Ulterior și-a cerut scuze și acest cotidian.
Cel mai mare scandal a fost legat de intrarea în posesia părinților săi a unui apartament dintr-un imobil naționalizat din str. Intrarea Ioanid nr. 3, care, după un proces lung, a revenit chiriașilor, și nu foștilor proprietari. Apartamentul fusese cumpărat de la stat de părinții Monicăi Macovei în anul 1996, dar fostul proprietar cu care soții Gherghescu făcuseră schimb de locuință i-a dat în judecată cerând restituirea imobilului. Deși instanțele de fond i-au dat câștig de cauză fostul proprietar, ulterior Curtea Supremă de Justiție a decis ca locuința să revină chiriașilor, adică părinților Monicăi Macovei. Întrucât sentința a fost pronunțată după ce Monica Macovei devenise ministru de justiție, o parte a presei și a opoziției parlamentare au comentat că decizia Curții Supreme ar fi fost cumva comandată politic.
În 2005, în urma răpirii unor jurnaliști români din Irak, presa comandată de persoane vizate de anchete de corupție o acuza că blochează anchetarea suspectului Mohammad Munaf pentru că a refuzat transmiterea către autoritățile americane a unei cereri de extrădare a acestuia. În realitate, Munaf nu putea fi extrădat de Statele Unite, deoarece, deși era cetățean american, el nu se afla în custodia autorităților acestei țări, ci a forței multinaționale din Irak. Munaf a fost judecat în Irak pentru infracțiuni comise acolo și a fost extrădat în cele din urmă, de autoritățile irakiene în România în 2015.
Liderul Partidului Conservator, Dan Voiculescu, a prezentat la 27 septembrie 2006 la o conferință de presă o autorizație de percheziție, ștampilată în original și semnată indescifrabil în alb. Dan Voiculescu a spus că respectiva autorizație a fost semnată de Monica Macovei, pe care a acuzat-o că a fost „un procuror feroce în timpul lui Ceaușescu“ (1983 - 1989), deoarece ar fi făcut parte din „regimul represiv“ al fostului dictator. Ministra Macovei a declarat că acuzațiile lui Voiculescu reprezintă "un atac personal și ridicol, instrumentat prin metodele tipice ale Securității".

## Vederi politice și luări de poziție
Despre Adrian Năstase
În iunie 2012, după tentativa de sinucidere a fostului premier Adrian Năstase, Macovei și-a exprimat în mod public dubii în legătură cu diagnosticul pus acestuia de medicul Șerban Brădișteanu, având în vedere că și Brădișteanu, fost senator PSD, a fost trimis în judecată pentru fapte de corupție, la fel ca Năstase. Macovei a arătat într-un interviu publicat de ziarul Frankfurter Allgemeine Zeitung inadvertențele care o fac să creadă că a fost vorba despre o înscenare: nimeni nu a auzit vreun pocnet de armă, deși revolverele „Smith & Wesson” fără amortizor, de tipul celui folosit de Năstase, produc la detonare un zgomot de 140 până la 170 de decibeli, sunet care ar fi trebuit să fie auzit pe o rază de doi kilometri; un glonț pătruns în zona gâtului ar fi cauzat o sângerare puternică, ce nu ar fi putut fi oprită cu un fular; pacientului nu i-a fost administrată perfuzie de sânge nici în drum spre spital, nici la spital; o intervenție chirurgicală a avut loc doar a doua zi, cu caracterul de intervenție cosmetică. Aceste indicii impun concluzia că totul ar fi fost „o telenovelă”.

## Activitatea de europarlamentar
A scris si negociat ca raportor al PE 40 de rapoarte adoptate si a negociat 50 de rapoarte ca raportor al grupului PPE; 
A scris și depus peste 1.500 de amendamente pentru mai mult de 130 de rapoarte legislative în domeniul anti-corupției, anti-fraudei, achizițiilor publice, transparenței, inclusiv în cheltuirea fondurilor UE de către statele membre și instituțiile UE; scris și depus amendamente referitoare la implementarea reformelor judiciare și anticorupție în țările candidate; drepturile fundamentale în UE; politica de vecinătate europeană; accesul public la informații și documente ale Parlamentului European, Consiliului și Comisiei; condițiile de intrare și rezidență a cetățenilor non-UE în scopul angajării sezoniere etc.
A inițiat, scris și negociat o Declarație scrisă și o Rezoluție privind eforturile Uniunii de combatere a corupției; inițiat un proiect pilot pentru Dezvoltarea unui Mecanism de Evaluare în sfera anti-corupției pentru identificarea și reducerea costurilor corupției în achizițiile publice cu fonduri UE, finalizat în 2013 printr-un studiu comandat de Oficiul de lupta antifraudă al UE (OLAF);
A condus întâlnirile Comisiilor de Cooperare Parlamentară cu Republica Moldova; scris și negociat Recomandări; organizat întâlniri și audieri privind implementarea de către autorități a angajamentelor europene asumate în cadrul negocierilor pentru Acordul de asociere cu UE, Aria de Schimb Liber Aprofundat și Cuprinzător, Planul de Acțiune pentru Liberalizarea Vizelor și regiunea Transnistreană; condus misiunea PE de observare a alegerilor parlamentare anticipate din 2010 în Republica Moldova; inițiat, scris și negociat Rezoluții privind Republica Moldova;
A co-semnat peste 100 de Rezoluții privind încălcarea drepturilor omului în state din afara Uniunii si a avut circa 400 de intervenții orale în plenul PE; adresat întrebări Comisiei Europene și Consiliului; organizat audieri publice.

## Activitatea științifică
Monica Macovei a publicat zeci de materiale juridice, precum și articole în ziare și reviste. Printre acestea sunt:
A Changing Continent? Opportunities and Challenges for European Union Expansion , discurs Universitatea Stanford,  Institutul pentru Studii Internaționale Freeman Spogli. Power Prosperity – New Dynamics, New Dilemmas,  Noiembrie  2007;
Human Rights and Corruption, Law School, Stanford, discurs, Noiembrie 2007.
The bid of fighting corruption in Europe. The Romanian experience, discurs, Universitatea Robert Schumann Strasbourg, Project Securint, Octombrie 2007;
On bending and breaking – The role of the legal system in fighting political corruption, discurs, Institutul Renner, Vienna, Octombrie 2007
Challenges and Opportunities of EU Enlargement, discurs, Hertie School of Governance, Berlin, Septembrie 2007;
The Fifth Enlargement. Lessons Learned, discurs, Comisia Europeană, Brussels, Mai 2007;
Turning the tide. Romanian Anticorruption Bid,  Universitatea Harvard, John F. Kennedy School of Government; discurs, Aprilie 2007;
Justice Sector in Anti-Corruption Efforts and Fighting Judicial Corruption-Approaches and Strategies, discurs, World Bank, New Directions in Justice Reform, Washington, Aprilie 2007;
The secret policeman’s fall, Transparency and Silence, Open Society Institute, New York, 2006; publicat și în The Guardian web newspaper, Octombrie 2006.
Jurisprudența internațională cu privire la accesul la informații, libertatea de exprimare și dreptul la viață privată ; Agenția de Monitorizare a Presei, 2004.
Hotărâri ale Curții Europene a Drepturilor Omului – Culegere selectivă, vol III, 2003; vol II, 2001; vol. I, 2000; Polirom; (editor).
Monitoring the EU Accession Process: Judicial Capacity, Central European University Press; 2003.
The right to liberty and security of the person – A guide to the implementation of Article 5 of the European Convention of Human Rights, Consiliul Europei, 2002.
Freedom of expression – A guide to the implementation of Article 10 of the European Convention of Human Rights, Consiliul Europei, 2001.
Monitoring the EU Accession Process: Judicial Independence, Central European University Press; 2001.
Monitoring the EU Accession Process: Minority Protection, Central European University Press; 2001.
Police Impunity in Romania: Military Jurisdiction over Misconduct Cases, Policing and Society, vol. 10, no. 1, Harwood Academic Publishers, USA, 2000.
Access to Legal Aid for Indigent Criminal Defendants in Romania, Parker School Journal of East European Law, Columbia University, 1998/Vol.5 Nos.1-2.
The Procuracy and its Problems - Romania, East European Constitutional Review, vol.8, no.1/2, New York University, School of Law & Central European University, 1999.
Protection of Human Rights by the Judiciary in Romania, Judicial Protection of Human Rights: Myth or Reality; Praeger Publishers, Motive pentru eliminarea articolului 200 din codul penal român, TIP ART, București, 1999.
Legal Culture in Romania, East European Constitutional Review, vol. 7, no. 1, New York University School of Law & Central European University, 1998.
Romania - Analysis of Media Law and Practice, International Federation of Journalists & Article XIX, Londra, 1997.
Violența împotriva femeilor, Gen și Societate, Alternative, București, 1997.
The Accountability of Law Enforcing Agencies, Impunity: The Need for an International response, Parlamentul European, 1996.
Libertatea de exprimare – hotărâri ale Curții Europene a Drepturilor Omului, Top Print & Paper, Bucharest, 1996.
Drepturile Individuale în Noul/Vechiul Cod Penal, Revista Română de Drepturile Omului, nr. 10, 1996.
Neconstituționalitatea unor dispoziții din legea poliției, Revista Română de Drepturile Omului, nr. 5, 1995.
Romanian Law and Practice on Corruption, în Democracy and Corruption, COLPI, Budapest, 1995.
Drepturile Individuale în România, Centrul pentru Studii Politice și Analiză Comparativă, București, 1994.
Ofensa împotriva autorității într-o societate democratică, Revista Română de Drepturile Omului, nr. 4, 1994.

## Apartenență la organizații
Monica Macovei face parte din următoarele organizații:
- Platforma pentru Memorie și Conștiință Europeană, membru Board of Trustees (din 2012);
- Consiliul European pentru Relații Externe, membru (din 2012);
- Societatea Academică Română, membru în Senat (din 2011);
- Academia Europeană Yuste, Spania, membru (din 2008);
- Universitatea Central Europeană, membru Board of Trustees (din 2007);
- Grupul pentru Dialog Social, România, membru (din 2007);
- Transparency International România, membru fondator (din 1999);
- Eisenhower Exchange Fellowships, SUA, fellow(din 1997);
- Baroul București (din 1997);
- Salzburg Seminar, Austria, fellow (din 1994);
- Asociația pentru Apărarea Drepturilor Omului în România - Comitetul Helsinki (APADOR-CH), membru (din 1997);
- Eisenhower Exchange Fellowships, USA, fellow (din 1997);
- European Series, British Council, fellow (din 1999);
- INTERIGHTS, Bordul International, membru (din 2000);